# Lądowisko Nowy Targ
Lądowisko Nowy Targ – lądowisko sanitarne w Nowym Targu, w województwie małopolskim, położone przy ul. Szpitalnej 14. Przeznaczone jest do wykonywania startów i lądowań śmigłowców sanitarnych i ratowniczych o dopuszczalnej masie startowej do 6400 kg.
Zarządzającym lądowiskiem jest Podhalański Szpital Specjalistyczny im. Jana Pawła II. W roku 2011 zostało wpisane do ewidencji lądowisk Urzędu Lotnictwa Cywilnego pod numerem 98